# Jairo (bíblico)

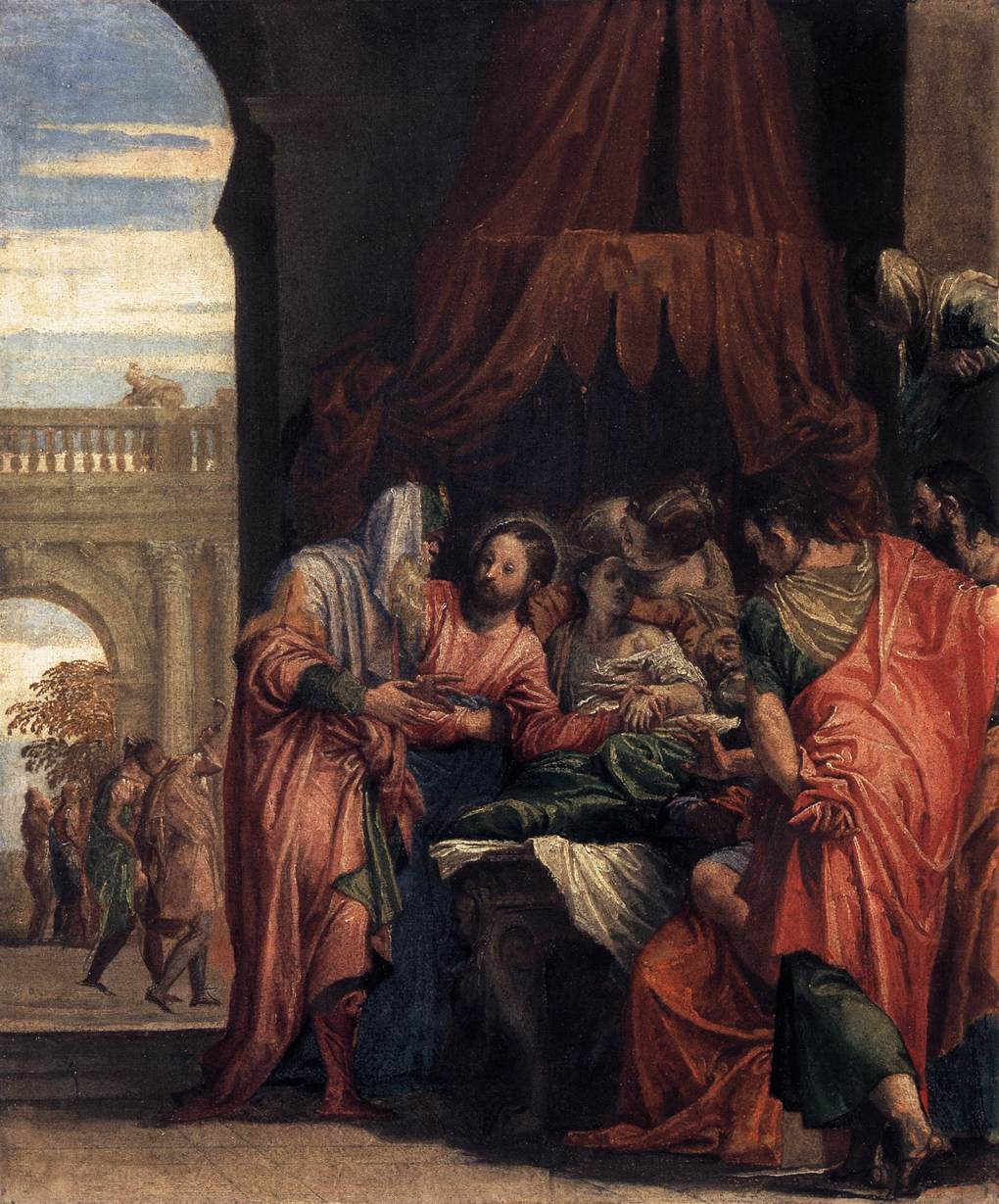
Representación del tema por Veronés

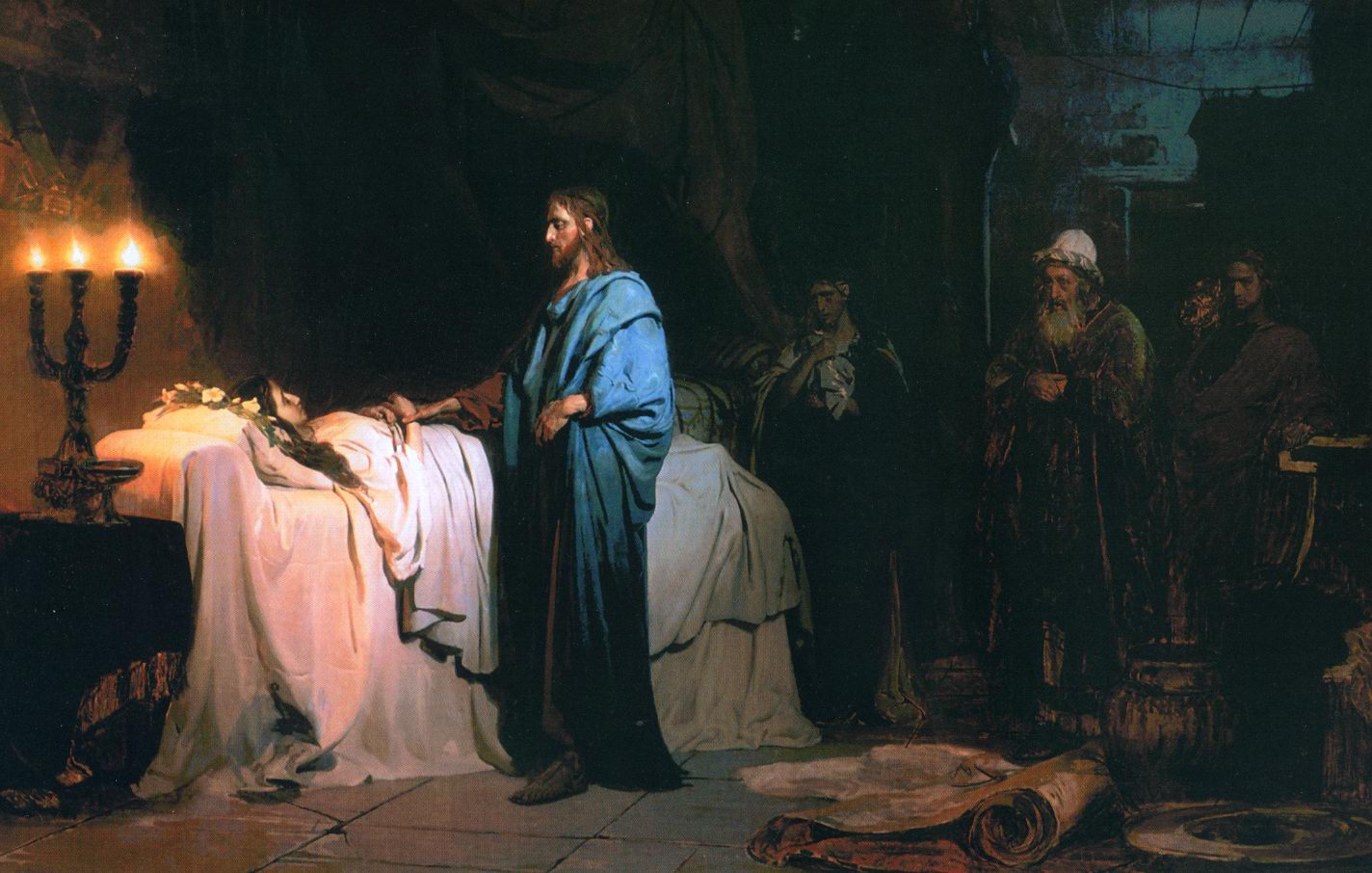
Representación del tema por Iliá Repin

Jairo es uno de los personajes del Nuevo Testamento cristiano y el protagonista de uno de los episodios más singulares de la narración evangélica: la resurrección de la hija de Jairo y la curación de la hemorroísa. Se trata de una tradición sinóptica, pues es mencionado en los evangelios de Mateo, Marcos y también en Lucas. Juan no participa en esta tradición. Su festividad católica es el 17 de abril.
Jairo es descrito como uno de los jefes de la sinagoga de Gerasa, en la antigua Decápolis, a comienzos del primer siglo de nuestra era. Conoció a Jesús de Nazaret cuando este realizaba su predicación en la actual región de Gilead, al noreste de Jordania. Jairo tenía una hija de doce años que había fallecido poco antes por enfermedad. La hija de Jairo es, junto con Lázaro de Betania y el hijo de la viuda de Naín, una de las tres personas resurrectas.

## Iconografía
La resurrección de la hija de Jairo es un tema relativamente frecuente en el arte cristiano.

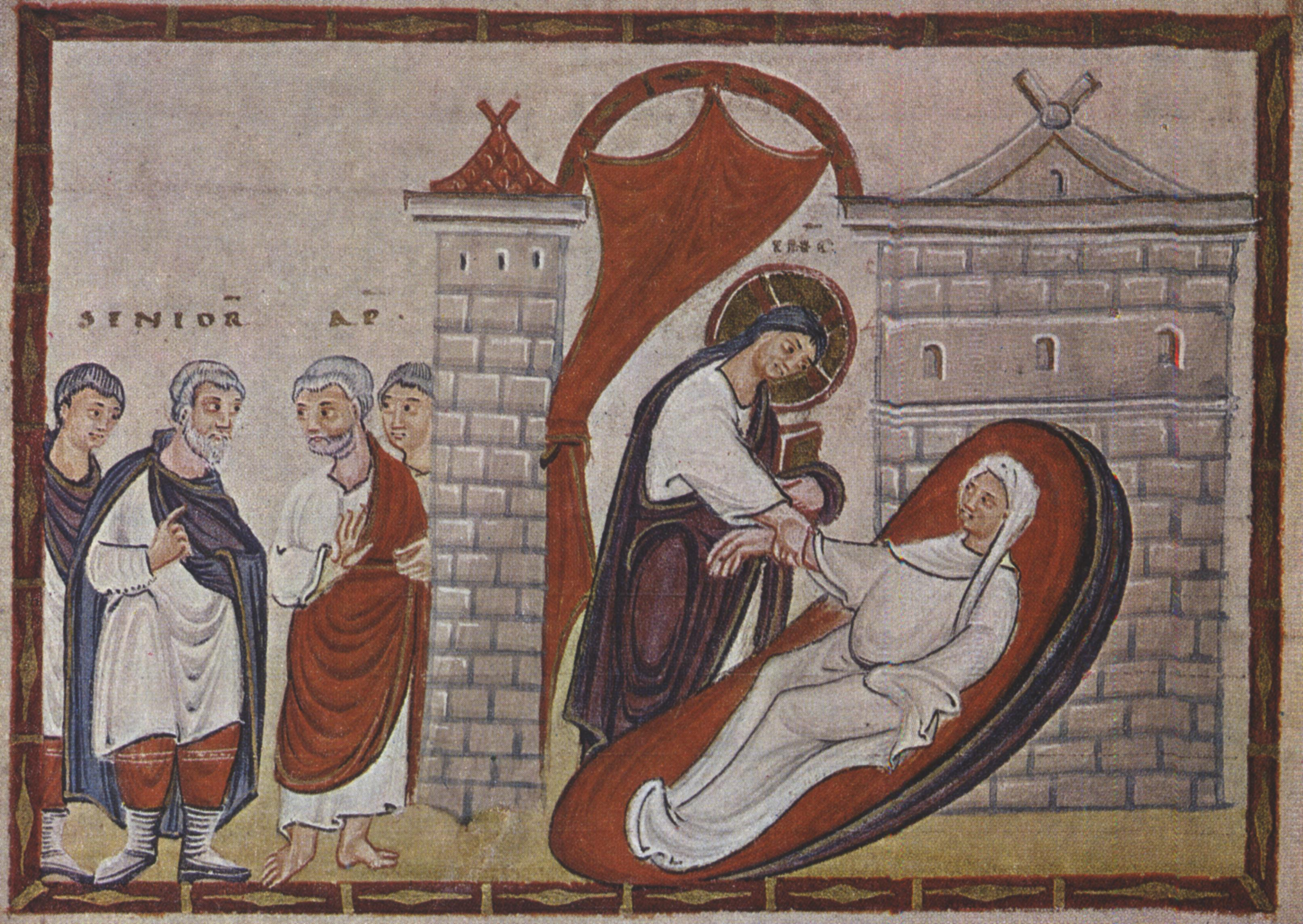
Codex Egberti (siglo X).
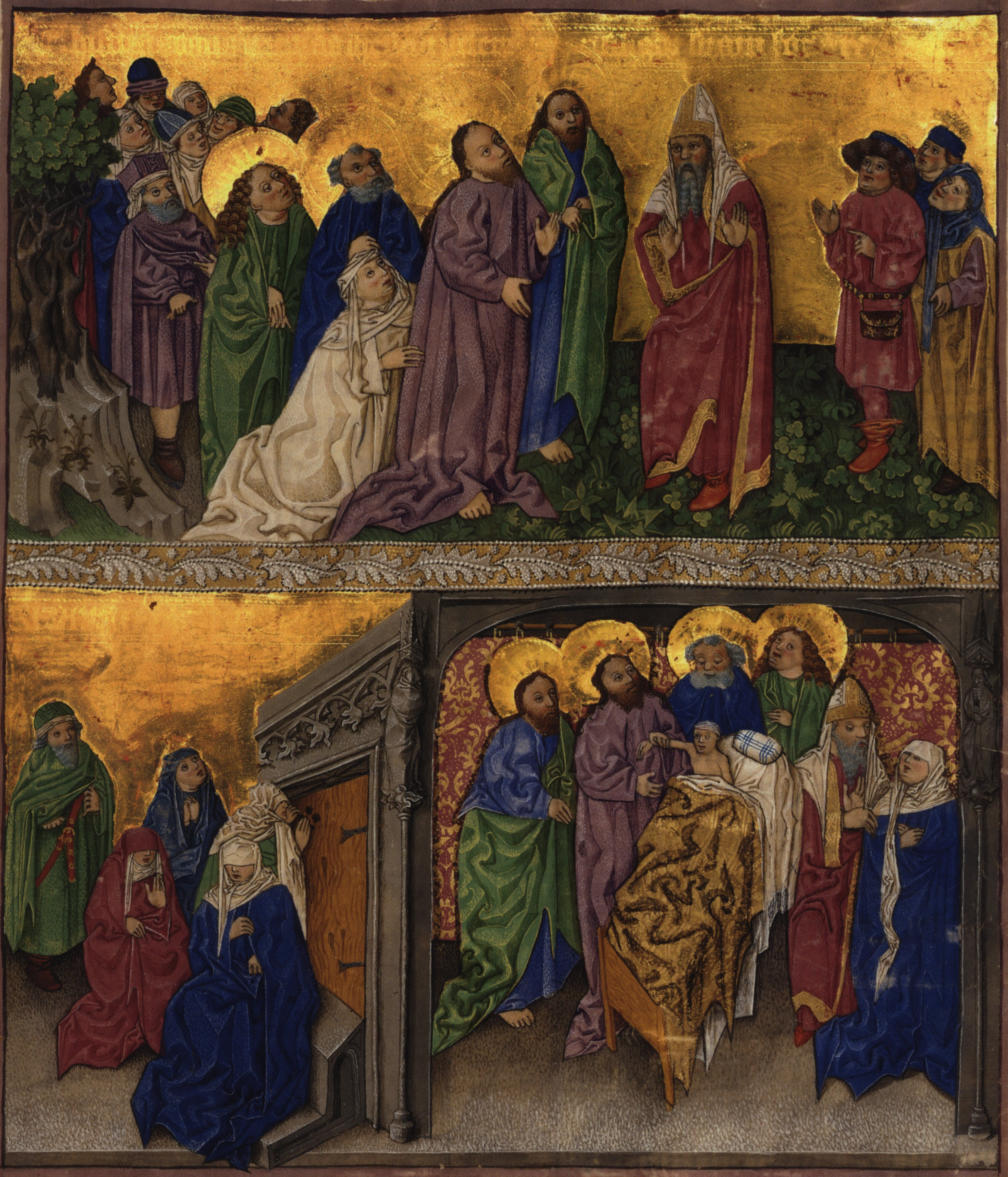
Biblia Ottheinrich (ca. 1430).
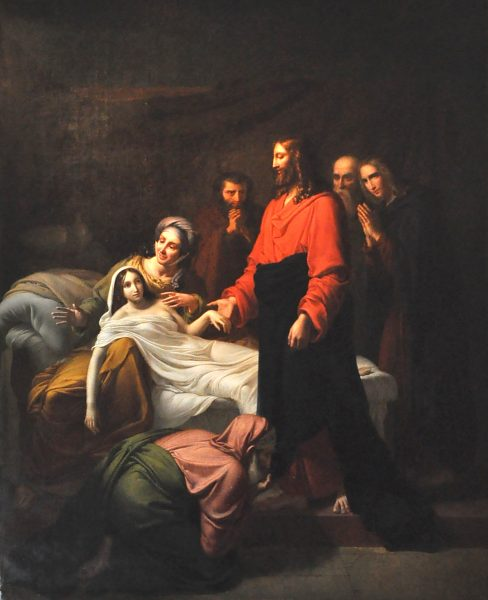
Pierre Claude François Delorme (1817).
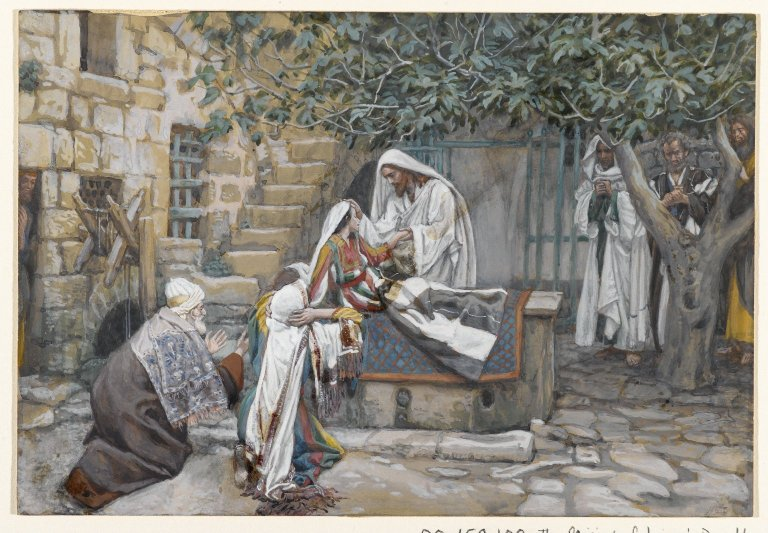
James Tissot (ca. 1890).
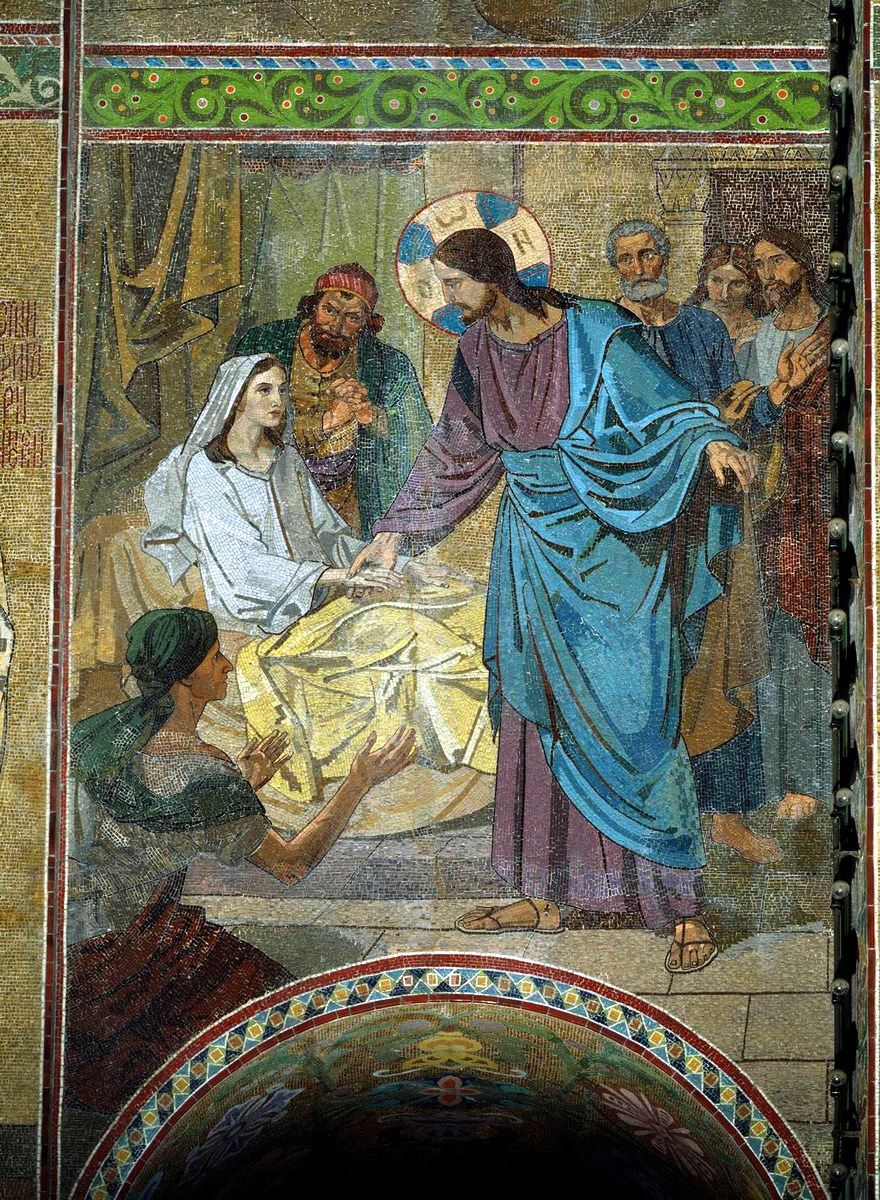
Mosaico de Firs Zhuravliov en la Iglesia del Salvador sobre la Sangre Derramada (1901).
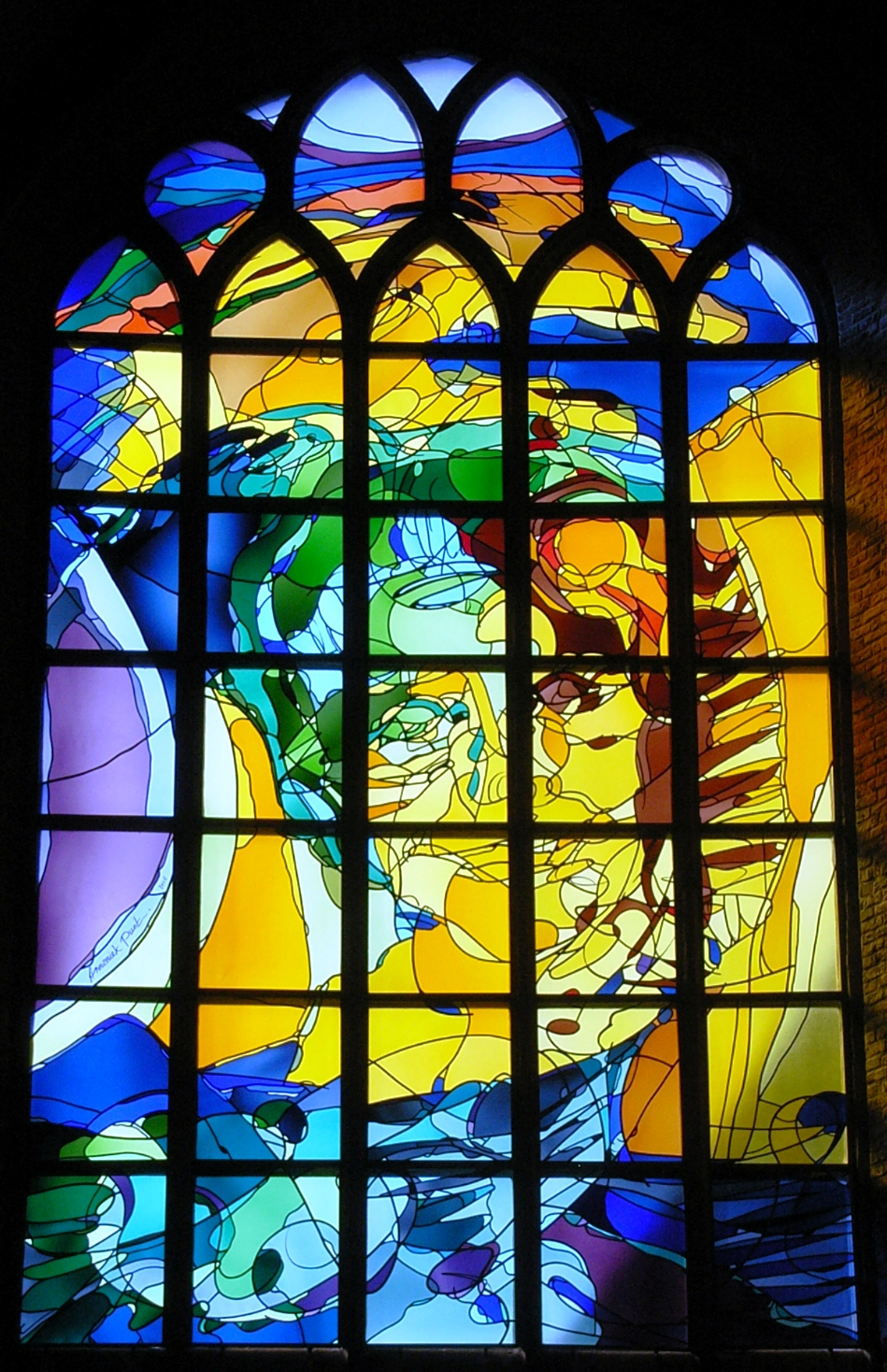
Vitral de Annemiek Punt (2006).